# エリー・オコボ
エリー＝フランク・オコボ (Élie-Franck Okobo, 1997年9月23日 - ) は、フランス・ボルドー出身のプロバスケットボール選手。ポジションはポイントガード。

## 来歴

### 生い立ち
フランス・ボルドーで生まれ育つ。父親はコンゴ人、母親はフランス人である。

### NBA以前
アマチュアのクラブで活躍し、2016年6月13日にLNBのÉBポー・オルテッズと3年契約を結んだ。最初の2年間は苦しんだが、3年目はLNBのオールスターに選ばれるなど成長し、チームの主力として活躍した。3年目のオフに2018年のNBAドラフトにエントリーした。

### フェニックス・サンズ(2018-2020)
2018年6月21日、ドラフト2巡目全体31位でフェニックス・サンズから指名を受けた。3日後にサンズと4年600万ドルのルーキー契約を結ぶことが発表された。3年目と4年目はチームオプションとなる。
10月17日のダラス・マーベリックス戦でNBAデビューした。1年目のシーズンは53試合に出場した。

### 母国へ復帰(2021-)
2021年7月9日、ユーロリーグとLNBに所属するASVELとの契約が発表された。
2022年7月15日、ユーロリーグとLNBに所属するASモナコ・バスケットと2年契約を結んだ。

## NBA個人成績

### レギュラーシーズン
| シーズン | チーム | GP | GS | MPG  | FG%  | 3P%  | FT%  | RPG | APG | SPG | BPG | PPG |
| -------- | ------ | -- | -- | ---- | ---- | ---- | ---- | --- | --- | --- | --- | --- |
| 2018–19  | PHX    | 53 | 16 | 18.1 | .393 | .295 | .787 | 1.8 | 2.4 | .6  | .1  | 5.7 |
| Career   | Career | 53 | 16 | 18.1 | .393 | .295 | .787 | 1.8 | 2.4 | .6  | .1  | 5.7 |